# La Revista Blanca

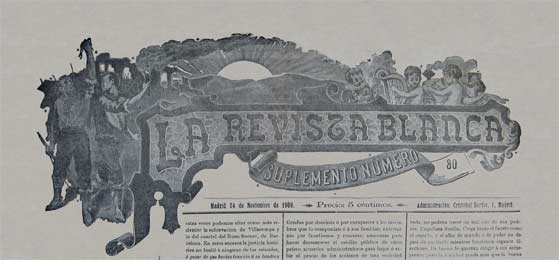
Manchette du supplément no 80 du 24 novembre 1900.

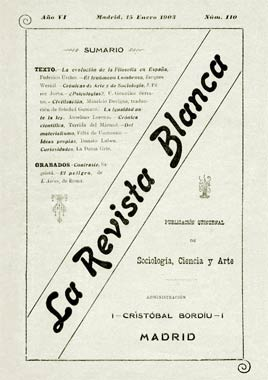
Numéro 110 du 15 janvier 1903.

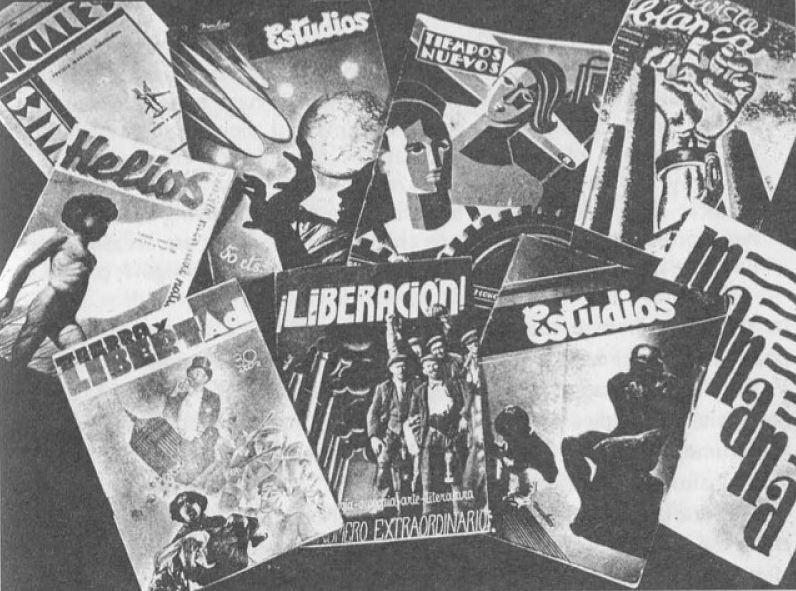
La presse a joué un rôle important dans la diffusion des idées libertaires en Espagne : un échantillon de publications associées à la CNT et à la FAI.

La Revista Blanca est une revue libertaire publiée à Madrid de 1898 à 1905 et à Barcelone du 1er juin 1923 au 15 août 1936.
Revue de sociologie, d'art et de science, créée par Federico Urales (Joan Montseny) et Soledad Gustavo (Teresa Mañé), ils seront rejoints par leur fille Federica Montseny pour la deuxième période.

## Historique
Fondée pour amplifier la campagne pour la révision du procès de Montjuich, La Revista Blanca va rapidement compter comme collaborateurs les plus brillants penseurs du mouvement libertaire espagnol, mais aussi international.
Elle constitue un cas unique dans l’histoire de la presse libertaire espagnole. Par son caractère d’entreprise familiale, d’abord, par sa longévité, ensuite, puisqu’elle couvre, en deux époques, la période allant de 1898 à 1905, puis de 1923 à 1936.

## Première période (1898-1905)
Né du couple formé par Federico Urales et Soledad Gustavo, le projet d’éditer La Revista Blanca – dont le titre est directement hérité de La Revue Blanche parisienne (1891-1903) – répond au besoin de donner vie à l’idée libertaire en contournant la loi du 12 septembre 1896 interdisant toute propagande anarchiste. Le biais choisi est celui d’une revue de haut niveau où peuvent s’exprimer l’intelligentsia d’avant-garde et les « intellectuels » de sensibilité libertaire. Cultivant cette connivence, la revue constitue l’un des rares cas de rapprochement de la sphère intellectuelle avec le mouvement libertaire. De ce fait, elle demeure en marge des préoccupations ouvrières sans toucher le lectorat populaire.
Dans un premier temps, la rédaction n'est pas exclusivement composée d'anarchistes. Autour de Federico Urales et de Soledad Gustavo on trouve Leopoldo Alas Clarín, Miguel de Unamuno, Manuel Cossío, José Nakens, Fernando Giner de los Ríos, Jaume Brossa, Pere Coromines, ainsi que Anselmo Lorenzo, Ricardo Mella, Fernando Tarrida del Mármol, Leopoldo Bonafulla, et Teresa Claramunt.
Bien que le tirage atteint les 8000 exemplaires, la revue suspend sa publication à la suite de dissensions internes, des collaborateurs réguliers reprochant les conceptions dirigistes du couple Urales-Gustavo.

## Deuxième période (1923-1936)
Dix-huit ans plus tard et pour une seconde époque, l’expérience de La Revista Blanca reprend, toujours sous les auspices du couple fondateur, mais augmenté, de la forte présence de leur fille Federica Montseny, alors âgée de dix-huit ans.
La revue reparait le 1er juin 1923, sur des positions anarchistes critiques de l'anarcho-syndicalisme de la Confédération nationale du travail. La revue relaie, à partir de 1930, la campagne de la Fédération anarchiste ibérique contre les signataires du Manifeste des Trente (Manifiesto de los Treinta ou trentisme) dont Ángel Pestaña et Joan Peiró.
Cette deuxième rédaction est composée, notamment, de Lucía Sánchez Saornil, Federica Montseny, Max Nettlau, Adrià del Valle, Charles Malato depuis París, Diego Abad de Santillán, Jean Grabo, Rudolf Rocker, Sébastien Faure, Luigi Fabbri, et Camillo Berneri.

## Publications
À partir du 20 mai 1899, La Revista Blanca publie un supplément hebdomadaire qui prend ensuite son autonomie sous le titre de Tierra y Libertad à partir du 25 janvier 1902.
Un autre supplément, publié le 9 janvier 1931, donne naissance à l'hebdomadaire satirique El Luchador (Le Lutteur), dirigé par Federico Urales qui publiera 122 numéros.
La revue publie également de la littérature populaire anarchiste : plusieurs centaines de titres vendus en moyenne à 15000 exemplaires. Deux collections sont créées : La Novela Ideal (Le roman idéal), parlant d'antimilitarisme, d'entraide, d'amour libre (1925-1937) et La Novela Libre (1929-1937).
Selon l'historien Jacques Maurice : « Trois militants libertaires de renom, Federico Urales, Soledad Gustavo et leur fille Federica Montseny, mettent leur plume et leur sens commercial au service de l'idéal qu'ils professent en créant la collection de romans « brefs » (32 p.), La Novela Ideal : plus de six cents titres entre 1925 et 1935. Le père et la fille, qui figurent parmi les huit collaborateurs permanents, en écriront 136 à eux deux. La collection a aussi bénéficié de 159 auteurs occasionnels. »

## Iconographie
- Lettre de Mme Soledad Gustavo à Louise Michel, 20 avril 1901, Institut international d'histoire sociale (Amsterdam), texte intégral.